# Krebsbach (Kahl)
Der Krebsbach ist ein linker Zufluss der Kahl im Spessart im Landkreis Aschaffenburg in Unterfranken. Er fließt vorwiegend Richtung Nordwesten.

## Geographie

### Verlauf
Der Krebsbach entspringt als Vockenbach in einem Tal am Hahnenkammrücken bei Mömbris-Hemsbach nördlich der Stempelhöhe. Er durchfließt die enge Krebsbachschlucht zwischen Schanzenkopf und Hahnenkammhauptgipfel. Hier befinden sich rechts des Bachlaufes auf zwei Hügeln die ehemaligen Standorte der Randenburg und der Vergessenen Burg. Links des Baches liegt auf dem Gipfel des Schanzenkopfes ein historischer Ringwall. Im unteren Tal wird der Krebsbach als Wasserzuleitung für einige Weiher genutzt. Im Alzenauer Wohngebiet Sachsenhausen unterquert der Krebsbach die Märkerstraße (früher: Staatsstraße 2305) und fließt gegenüber dem Parkplatz an der Burg Alzenau in die Kahl.

### Flusssystem Kahl
- Fließgewässer im Flusssystem Kahl

## Hochwasser
In der Nacht zum 29. Juli 1896 hauste ein schlimmes Unwetter direkt über Alzenau. Besonders schwer wurde die Gegend am Fuße des Hahnenkamms heimgesucht. Innerhalb von ganz kurzer Zeit verwandelte sich der Krebsbach in einen reißenden Fluss und vernichtete Weizen- und Kartoffelfelder.

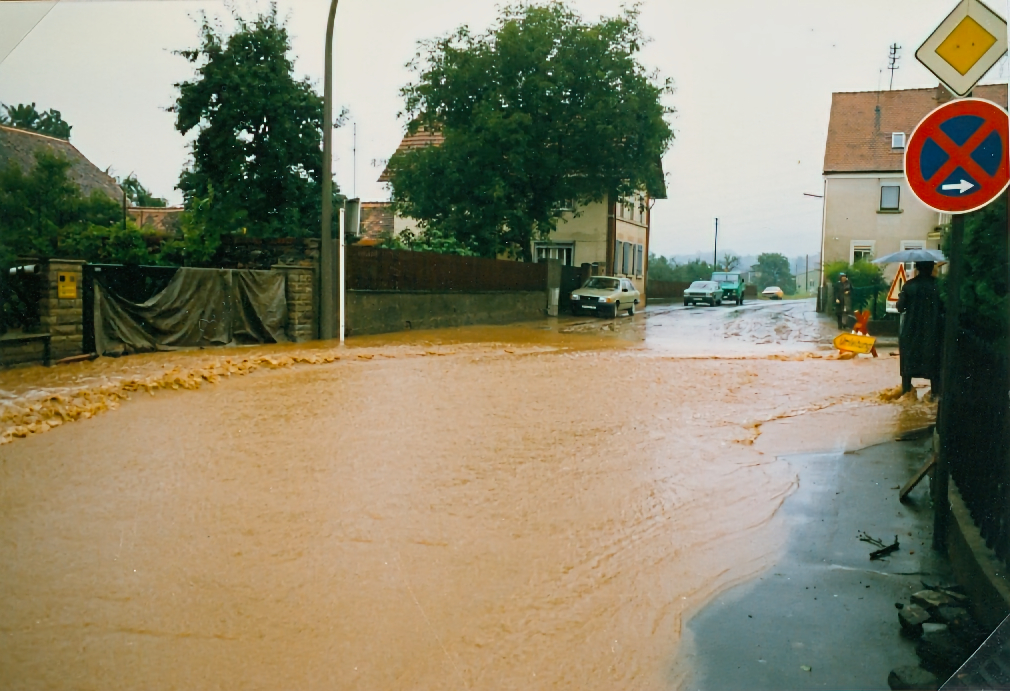
Das Krebsbachhochwasser am 10. August 1981, in der Durchfahrtsstraße nach Kälberau

Im Alzenauer Wohngebiet Sachsenhausen erreichte die Flutwelle eine Höhe bis zu zwei Metern. Sie drang in die meisten Häuser und Ställe ein. Das Vieh konnte oft nicht mehr rechtzeitig in Sicherheit gebracht werden. Zahlreiche Kühe standen bis zum Bauch im Wasser. Bei einem Anwesen wurden mehrere Schweine vor die Haustür gespült. Vielfach konnten sich selbst die Menschen nur mit größter Mühe retten. Aus einem Haus wurden sogar jede Menge Möbel herausgeschwemmt. Die heranströmenden, ungeheuren Wassermassen führten riesige Mengen Geröll und Schlamm mit. Diese lagerten sich in der Straße nach Kälberau meterhoch ab. Die Flutwelle war so gewaltig, dass die Kahl sie nicht fassen konnte und im Nu über ihre Ufer trat. So schoss das Hochwasser der Kahl mitten durch Alzenau, zwischen Kirche und Burg hindurch und ein ganzes Stück weiter unten erst wieder zum eigentlichen Flussbett. 
Auch am 10. August 1981 kam es zu einem schweren Hochwasser des Krebsbaches, das Schäden in Alzenau anrichtete.